# Rață neagră
Rața neagră (Melanitta nigra) este o rață de mare, cu o lungime de 43-54 cm, care se reproduce în nordul îndepărtat al Europei și în Palearctica, la est de râul Olenyok⁠(d). Melanitta americana din America de Nord și estul Siberiei a fost considerată anterior o subspecie.

## Taxonomie
Rața neagră a fost descrisă oficial în 1758 de naturalistul suedez Carl Linnaeus în cea de-a zecea ediție a lucrării sale Systema Naturae sub denumirea binomială Anas nigra. Linnaeus a precizat că localitatea tip este Lapland, Anglia. În prezent, rața neagră este una dintre cele șase specii incluse în genul Melanitta, care a fost introdus în 1822 de zoologul german Friedrich Boie. Numele genului combină cuvintele grecești antice melas, care înseamnă „negru”, și netta, care înseamnă „rață”. Înainte rața neagră era considerată conspecifică cu Melanitta americana, dar în prezent cei doi taxoni sunt tratați ca specii separate. Rața neagră este monotipică: nu sunt recunoscute subspecii.

## Galerie

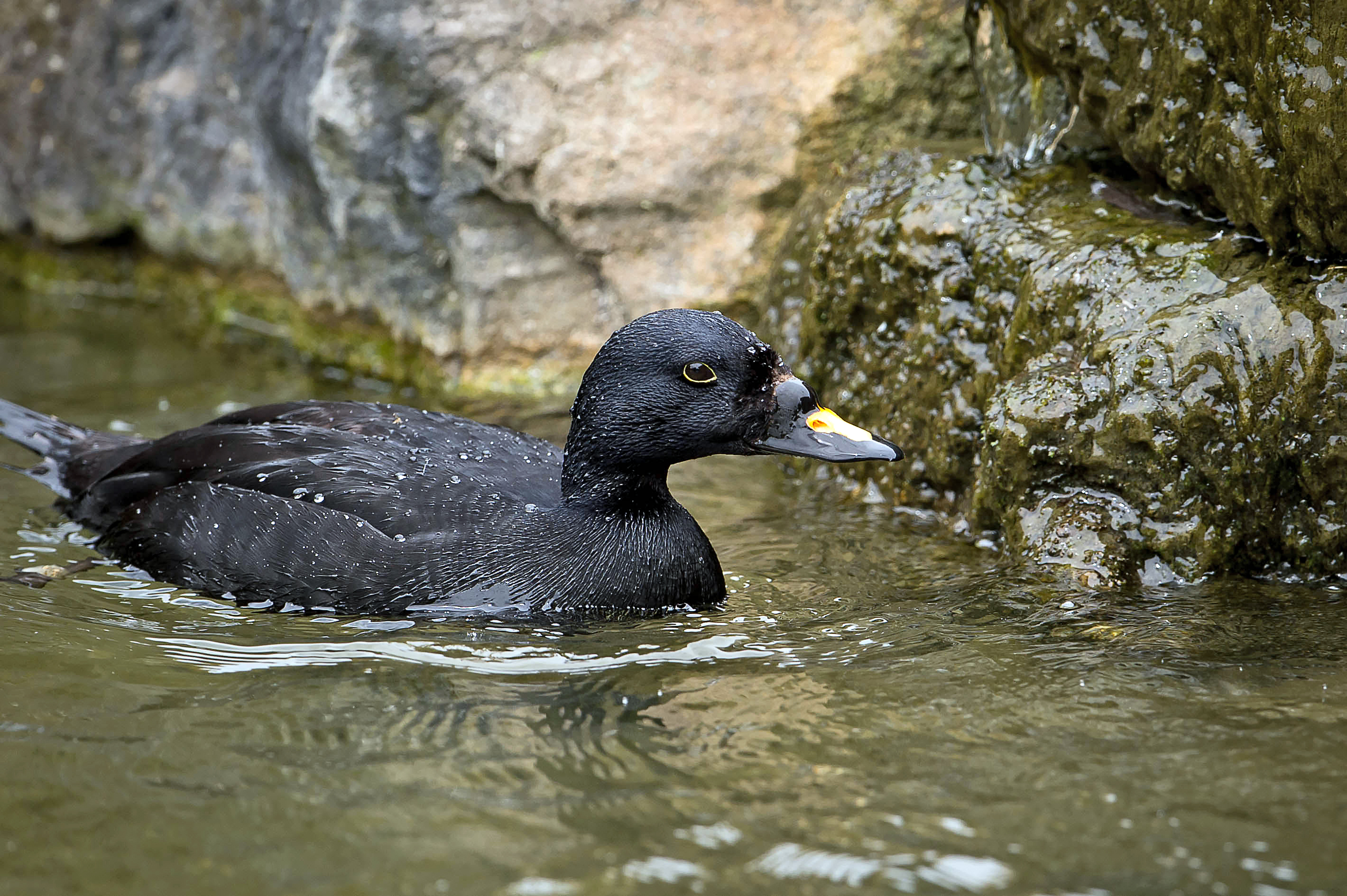
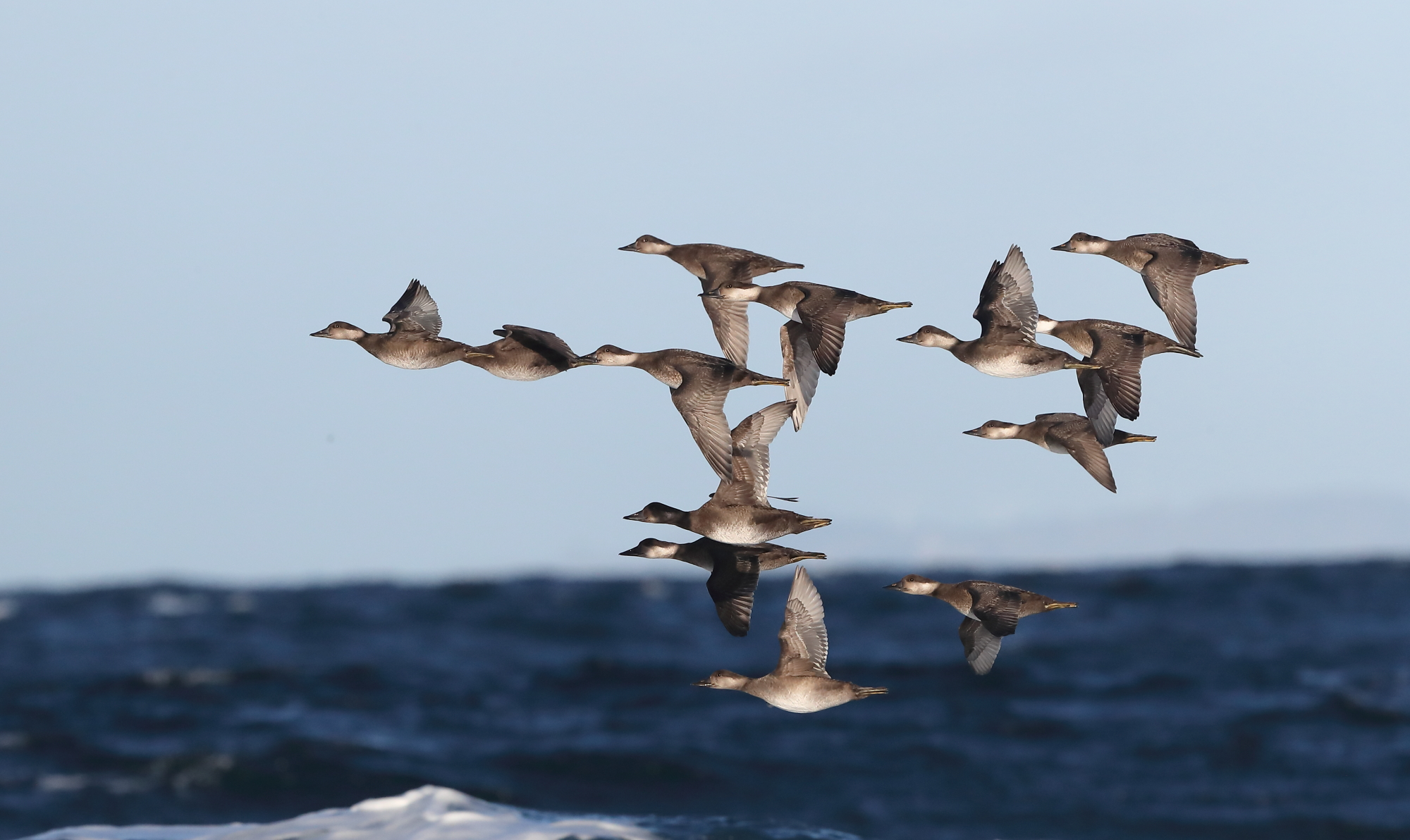
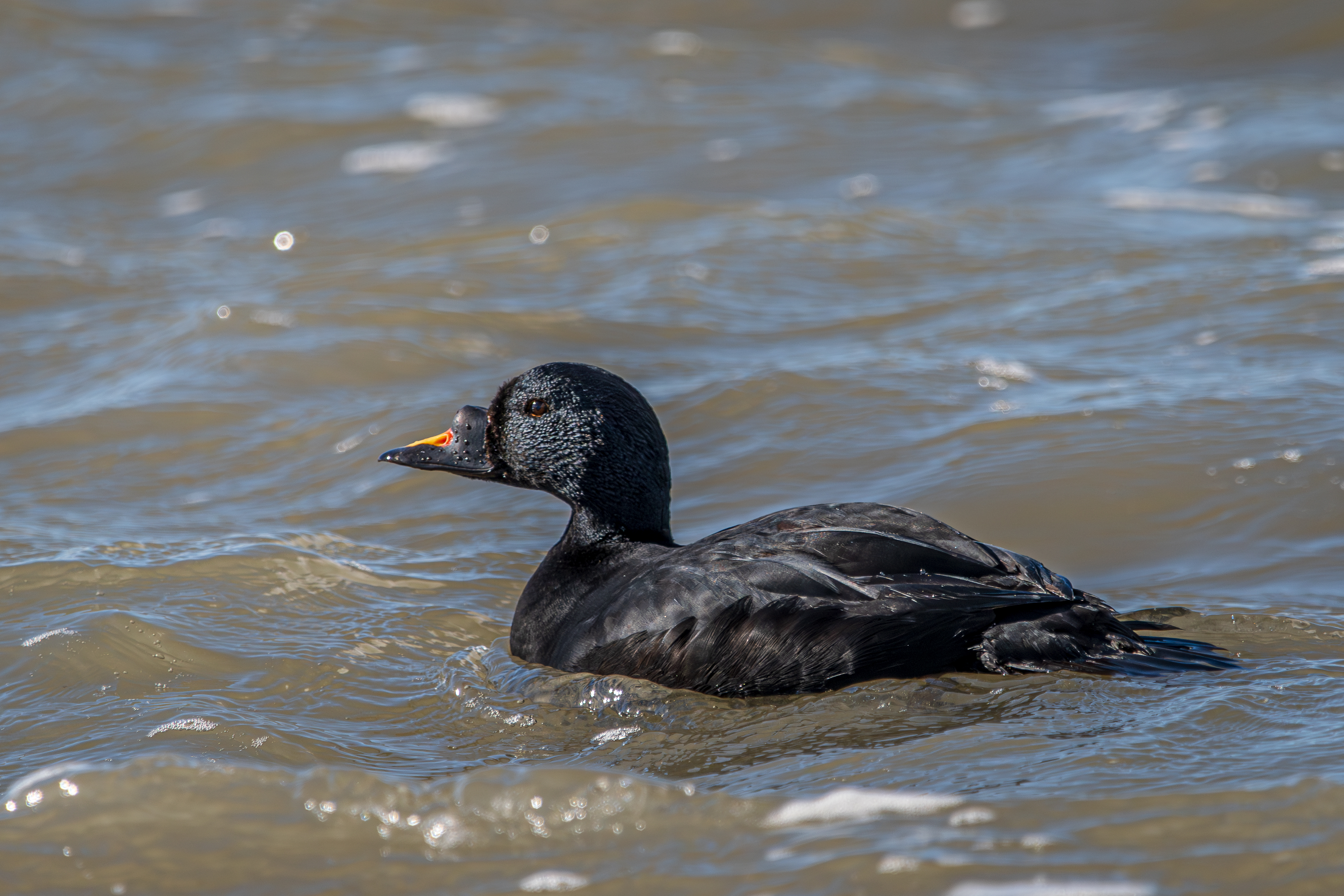